# (32855) Zollitsch
(32855) Zollitsch est un astéroïde de la ceinture principale.

## Description
(32855) Zollitsch est un astéroïde de la ceinture principale. Il fut découvert le 24 septembre 1992 à Tautenburg par Lutz Dieter Schmadel et Freimut Börngen. Il présente une orbite caractérisée par un demi-grand axe de 2,60 UA, une excentricité de 0,19 et une inclinaison de 2,8° par rapport à l'écliptique.

## Compléments